# Michael Ansara
Michael George Ansara (ur. 15 kwietnia 1922 w Syrii, zm. 31 lipca 2013 w Calabasas) – amerykański aktor.
8 lutego 1960 otrzymał własną gwiazdę w Alei Gwiazd w Los Angeles znajdującą się przy 6666 Hollywood Boulevard.

## Życiorys

### Wczesne lata
Urodził się w małej wiosce w Mandacie Syrii i Libanu jako syn Syrii „Sarah” Assaley Ansary i George’a Naseifa Ansary, a jego rodzina wyemigrowała do Stanów Zjednoczonych, gdy miał dwa lata. Jego rodzina była pochodzenia libańskiego. Miał siostrę Rose. Wraz z rodziną mieszkał przez dekadę w Lowell w Massachusetts, zanim przenieśli się do Kalifornii. Dorastał w Nowej Anglii i Los Angeles. Początkowo chciał zostać lekarzem, ale rozwinął pasję do aktorstwa w Pasadena Playhouse, aby przezwyciężyć nieśmiałość. Innymi studentami byli Charles Bronson, Carolyn Jones i Aaron Spelling. W 1941 ukończył Los Angeles City College. Służył jako sanitariusz w armii podczas II wojny światowej.

### Kariera
Zadebiutował na ekranie niewymienioną rolą Hamida w melodramacie kryminalnym Akcja w Arabii (Action in Arabia, 1944) u boku George’a Sandersa. Występował głównie w rolach etnicznych, zwłaszcza w postaciach indyjskich. Jedną z jego pierwszych ról była rola proroka w westernie Technicolor Odważny wojownik (Brave Warrior, 1952) z Jayem Silverheelsem. W dramacie historycznym Josepha L. Mankiewicza Juliusz Cezar (1953) na podstawie sztuki Williama Shakespeare’a zagrał niewolnika Pindarusa, który pomaga swojemu panu Kasjuszowi (John Gielgud) popełnić samobójstwo, aby uniknąć niewoli Marka Antoniego (Marlon Brando).
Często brał udział w filmach opartych na Biblii, w tym Królowa Estera (Queen Esther, 1948) jako Zubal, Szata (The Robe, 1953) Henry’ego Kostera w roli Judasza Iskarioty, Dziesięcioro przykazań (1956) Cecila B. DeMille’a w roli nadzorcy, Opowieść wszech czasów (1965) jako dowódca Heroda oraz serii NBC Najwięksi bohaterowie Biblii: Opowieść o Esterze (Greatest Heroes of the Bible: The Story of Esther, 1979) w roli Hamana z Victorią Principal. Wystąpił w westernie Trzech młodych Teksańczyków (Three Young Texans, 1954) z Mitzi Gaynor i Jeffreyem Hunterem w roli Apacza Joe, historyczno–przygodowym filmie biograficznym Williama Castle Wąż Nilu (Serpent of the Nile, 1953) jako kapitan Florus i komedii sensacyjno–przygodowej Abbott i Costello spotykają mumię (Abbott and Costello Meet the Mummy, 1955) jako Charlie. Gościł w trzech odcinkach serialu Alfred Hitchcock przedstawia (1956).
W 1962 trafił na Broadway jako tytułowa postać w spektaklu Niewierny Cezar z Ramónem Novarro. W 1964 zdobył nagrodę Western Heritage Award za gościnną rolę Josepha w odcinku serialu CBS Rawhide pt. „Incident of Iron Bull” (1963). Za rolę szamana Johna Singinga Rocka w horrorze Manitou (1978) na podstawie powieści Grahama Mastertona z Tonym Curtisem i Susan Strasberg został nominowany do nagrody Saturn w kategorii najlepszy aktor drugoplanowy.
Zajmował się również dubbingiem, grając Mr. Freeze’a w serialu Batman (1992–94) i Batman przyszłości (1999) oraz filmie animowanym Batman i Mr. Freeze: Subzero (1998).

## Życie prywatne
15 maja 1949 zawarł związek małżeński z Jean Byron. 3 października 1956 rozwiedli się. W październiku 1957 poznał aktorkę Barbarę Eden, którą poślubił 17 stycznia 1958. 29 sierpnia 1965 urodził się im syn Matthew Ansara, w 2001 zmarł w wyniku przedawkowania narkotyków. 25 maja 1974 doszło do rozwodu. 4 czerwca 1977 ożenił się z Beverly Kushidą.
Ansara był grecko-prawosławnym chrześcijaninem.

### Śmierć
Zmarł 31 lipca 2013 w swoim domu w Calabasas w Kalifornii w wieku 91 lat z powodu komplikacji związanych z chorobą Alzheimera. Jego pochówek odbył się w Forest Lawn Memorial Park w Hollywood Hills w Los Angeles, obok jego syna Matthew.

## Filmografia

### Filmy
- 1951: Only the Valiant – Tucsos
- 1952: Droga do Bali – strażnik
- 1953: Juliusz Cezar – Pindarus
- 1953: Szata – Judasz Iskariota
- 1954: Egipcjanin Sinuhe – hetycki dowódca
- 1955: Abbott i Costello spotykają mumię – Charlie
- 1956: Dziesięcioro przykazań – nadzorca
- 1961: W kraju Komanczów – Amelung
- 1965: Opowieść wszech czasów – dowódca Heroda
- 1965: Harum Scarum – książę Dragna
- 1969: Kolty siedmiu wspaniałych – Quintero
- 1987: Zamach – senator Danson
- 1989: Szeryf z Randado – Chuluha
- 1998: Batman i Mr. Freeze: Subzero – Mr. Freeze / dr Victor Friese (głos)

### Seriale TV
- 1956: Alfred Hitchcock przedstawia – Desar / pan DeMario / rzeźnik
- 1960: Nietykalni – Charlie Steuben
- 1961: Nietykalni – Rafael Torrez
- 1963: Rawhide – Joseph
- 1964: Po tamtej stronie – Quarlo Clobregnny
- 1966: I Dream of Jeannie – Niebieski Dżin
- 1966: Zagubieni w kosmosie – władca
- 1966: Ożeniłem się z czarownicą – Rufus Czerwony
- 1967: Strzały w Dodge City – Grey Horse / Luke Todd
- 1967: Ścigany – oficer Miguel „Mike” Anza
- 1968: I Dream of Jeannie – król Kamehameha
- 1968: Star Trek – komandor Kang (odc. 66)
- 1969: I Dream of Jeannie – major Miff Jellico
- 1972: Ulice San Francisco – Albert „Al” Ferguson (odc. 10)
- 1972: Hawaii Five-O – Piro Manoa
- 1973: Mission: Impossible – Ed Stoner (odc. 170)
- 1976: Kojak – Keith McCallum
- 1981: Człowiek-Pająk i jego niezwykli przyjaciele – Hiawatha Smith (głos, odc. 13)
- 1984: Dni naszego życia – David Lebec
- 1985: Detektyw Hunter – generał Mariano
- 1985: Hardcastle i McCormick – szejk Abdullah Casir
- 1986: Rambo – generał Warhawk (głos)
- 1988: Napisała: Morderstwo – Nicholas Rossi
- 1992–1994: Batman – Mr. Freeze / dr Victor Friese (głos)
- 1994: Babilon 5 –
- 1994: Star Trek: Stacja kosmiczna – Elric
  - Kang (odc. 39),
  - Jeyal (odc. 93)
- 1996: Star Trek: Voyager – Kang (odc. 44)
- 1997: The New Batman Adventures – Mr. Freeze / dr Victor Friese (głos, odc. 3)
- 1999: Batman przyszłości – dr Victor Friese (głos, odc. 7)